# Aamulehti
Aamulehti é um jornal finlandês publicado diariamente em formato de tabloide. É propriedade do conglomerados de mídia Sanoma e considerado um dos principais jornais do país. Foi fundado em 1881 por nacionalistas de Tampere e tinha como objetivo promover o posicionamento do povo finlandês e da língua finlandesa durante a ocupação russa.
Durante o período da Guerra Fria, o Aamulehti estava entre os jornais finlandeses acusados pela União Soviética de serem instrumentos de propagandas dos Estados Unidos, e a Embaixada Soviética em Helsinque frequentemente protestava contra os editores do jornal.